# María Isabel García
María Isabel García Suárez  (Avilés, Asturias, 26 de marzo de 1978) es una deportista española que compitió en piragüismo en la modalidad de aguas tranquilas. Ganó siete medallas en el Campeonato Mundial de Piragüismo entre los años 2001 y 2005 y seis medallas en el Campeonato Europeo de Piragüismo entre los años 2001 y 2004.
Participó en los Juegos Olímpicos de Sídney 2000 y Atenas 2004, su mejor actuación fue un quinto puesto logrado en Atenas 2004 en la prueba de K4 500 m.

## Palmarés internacional
| Campeonato Mundial | Campeonato Mundial           | Campeonato Mundial | Campeonato Mundial |
| Año                | Lugar                        | Medalla            | Competición        |
| ------------------ | ---------------------------- | ------------------ | ------------------ |
| 2001               | Poznań (Polonia)             | Medalla de plata   | K4 200 m           |
| 2001               | Poznań (Polonia)             | Medalla de bronce  | K4 500 m           |
| 2002               | Sevilla (España)             | Medalla de plata   | K4 200 m           |
| 2002               | Sevilla (España)             | Medalla de bronce  | K4 500 m           |
| 2003               | Gainesville (Estados Unidos) | Medalla de plata   | K4 200 m           |
| 2003               | Gainesville (Estados Unidos) | Medalla de bronce  | K4 500 m           |
| 2005               | Zagreb (Croacia)             | Medalla de bronce  | K4 200 m           |
| Campeonato Europeo |                              |                    |                    |
| Año                | Lugar                        | Medalla            | Competición        |
| 2001               | Milán (Italia)               | Medalla de plata   | K4 200 m           |
| 2001               | Milán (Italia)               | Medalla de bronce  | K4 500 m           |
| 2002               | Szeged (Hungría)             | Medalla de oro     | K4 200 m           |
| 2002               | Szeged (Hungría)             | Medalla de plata   | K4 500 m           |
| 2004               | Poznań (Polonia)             | Medalla de oro     | K4 200 m           |
| 2004               | Poznań (Polonia)             | Medalla de bronce  | K4 500 m           |